# Leaname Maotoanong
Gaone Leaname Maotoanong (Shoshong, 9 maggio 1991) è un velocista botswano.

## Biografia
Ha rappresentato il Botswana ai Giochi olimpici estivi di Rio de Janeiro 2016, dove ha ottenuto il quinto posto in classifica nella finale della staffetta 4×400 metri, con il tempo di 2'59"06, nuovo primato nazionale.

## Palmarès
| Anno | Manifestazione      | Sede           | Evento        | Risultato  | Prestazione | Note                          |
| ---- | ------------------- | -------------- | ------------- | ---------- | ----------- | ----------------------------- |
| 2014 | Campionati africani | Marrakech      | 200 m piani   | Semifinale | 21"22       |                               |
| 2014 | Campionati africani | Marrakech      | 4×400 m       | Oro        | 3'01"89     | Record nazionale              |
| 2015 | World Relays        | Nassau         | 4×400 m       | 8º         | 3'03"73     |                               |
| 2015 | Universiadi         | Gwangju        | 400 m piani   | Argento    | 45"63       | Miglior prestazione personale |
| 2015 | Universiadi         | Gwangju        | 4×400 m       | Finale     | dq          |                               |
| 2015 | Mondiali            | Pechino        | 4×400 m       | Batteria   | 2'59"95     | Record nazionale              |
| 2015 | Giochi panafricani  | Brazzaville    | 400 m piani   | Semifinale | 45"99       |                               |
| 2015 | Giochi panafricani  | Brazzaville    | 4×100 m       | 5º         | 39"83       |                               |
| 2015 | Giochi panafricani  | Brazzaville    | 4×400 m       | Argento    | 3'00"95     | Record nazionale              |
| 2016 | Campionati africani | Durban         | 4×100 m       | 7º         | 40"40       |                               |
| 2016 | Campionati africani | Durban         | 4×400 m       | Oro        | 3'02"20     |                               |
| 2016 | Giochi olimpici     | Rio de Janeiro | 4×400 m       | 5º         | 2'59"06     | Record nazionale              |
| 2017 | World Relays        | Nassau         | 4×400 m mista | dnf        | dnf         |                               |
| 2018 | Commonwealth        | Gold Coast     | 4×400 m       | Oro        | 3'01"78     |                               |
| 2018 | Campionati africani | Durban         | 200 m piani   | Batteria   | 21"65       |                               |
| 2019 | Giochi panafricani  | Rabat          | 200 m piani   | 7º         | 21"04       |                               |
| 2019 | Giochi panafricani  | Rabat          | 4×100 m       | 5º         | 39"52       |                               |